# Wojciech Albrycht
Wojciech Józef Albrycht (ur. 22 października 1892 w Lubatówce, zm. 27 grudnia 1967 w Warszawie) – major Wojska Polskiego, nauczyciel, działacz sportowy i kombatancki, urzędnik konsularny.

## Życiorys
Urodził się 22 października 1892 w Lubatówce k. Krosna, w rodzinie Piotra i Marii z Kanpów. Przed I wojną światową przebywał na emigracji w USA. Pełnił funkcję naczelnika Okręgu V Związku Sokolstwa Polskiego w Ameryce. Ukończył kursy wojskowe w latach 1913–1914 (szef wyszkolenia szkoły podchorążych w Cambridge Springs) i 1915. Był elewem w angielskiej szkole oficerskiej w Toronto (1916–1917). Zgłosił się do polskich formacji w Ameryce. Przebywał w obozie w Niagara on the Lake. W sierpniu 1918 przypłynął do Francji statkiem „Rochambeau” w składzie 20.720 żołnierzy kontyngentu amerykańsko-kanadyjskich polonijnych ochotników do Armii Polskiej we Francji, tzw. „Błękitnej Armii”. Ukończył kurs oficerski w Quitin Notes du Nord. Ppor. Albrycht przybył do Polski w szeregach Armii gen. Hallera i wziął udział w walkach z Ukraińcami oraz w wojnie polsko-bolszewickiej. W grudniu 1920 został przeniesiony do rezerwy. Ukończył studia pedagogiczne. W 1921 zamieszkał w Bydgoszczy. Należał do Związku Halerczyków. Był działaczem Stowarzyszenia Weteranów Armii Polskiej w Ameryce - w 1933 zorganizował komórkę Stowarzyszenia w Bydgoszczy. Był redaktorem sportowym „Dziennika Bydgoskiego” i równocześnie nauczycielem wychowania fizycznego w Miejskim Liceum i Gimnazjum Matematyczno-Przyrodniczym im. M. Kopernika w Bydgoszczy. 28 sierpnia 1939 powierzono mu komendanturę placu w Bydgoszczy, kierował obroną cywilną miasta, w randze majora. Władze niemieckie go internowały. Według innych źródeł w tym okresie był poszukiwany przez Gestapo - ukrywał się pod nazwiskiem „Wojciech Wujek” we wsi Dulcza Wielka pod Mielcem. Tam pracował na roli, zajmował się handlem oraz współpracował z lokalnymi komórkami AK. 
Po II wojnie światowej był administratorem szpitali w Bydgoszczy. W październiku 1945 został skierowany do pracy w Warszawie. Potem przebywał na placówkach konsularnych w Detroit, Nowym Jorku, a w latach 1952–1954 kierował Konsulatem Generalnym w Chicago. 
Zmarł w Warszawie. Pochowany na cmentarzu Powązkowskim (kwatera 226-2-29). 

## Ordery i odznaczenia
- Krzyż Niepodległości (17 września 1932)[3]
- Krzyż Walecznych (1921)[4]
- Srebrny Krzyż Zasługi (7 listopada 1929)[5]

## Upamiętnienie
Jedna z ulic w Bydgoszczy nosi imię Wojciecha Albrychta.